# Tom Kreß
Tom Kreß, auch Tom Kress, Thomas Kreß oder Thomas Kress,  (* 10. September 1967 in Füssen, Allgäu) ist ein deutscher Schauspieler.

## Leben
Tom Kreß wurde unter dem bürgerlichen Namen Thomas Kreß geboren. Er absolvierte von 1991 bis 1994 eine Schauspielausbildung am Zinner Studio in München. Erste Theaterengagements hatte er an der Münchner Volkskomödie (1993), am Isartaler Volkstheater (1994), an der Iberl-Bühne in München-Solln (1995) und 1996 an der Kabarettbühne „Drehleier“ in München. Anschließend spielte er in verschiedenen Tourneetheatern unterschiedliche Rollenfächer, vom jugendlichen Liebhaber bis zum Komiker. Er hatte Engagements am Chiemgauer Volkstheater (u. a. 1996 als Jonny Süßbauer, der „Heroin-Jonny“, in Die bayerische Miss Marple mit Amsi Kern, Egon Biscan und Traudl Oberhorner als Partnern und 2005 als Amtsdiener Sepp Klein in Skandal in Pullding mit Bernd Helfrich und Marianne Rappenglück als Partnern), am Tegernseer Volkstheater (2002/2003), am Theater Viel Lärm um Nichts (2000/2003) und erneut an der Iberl-Bühne (2003/2004 und 2007/2008).
2012 spielte er beim Kultursommer Garmisch-Partenkirchen den Peter, den Cousin der männlichen Hauptfigur Johannes Elias Alder, in einer Bühnenfassung des Romans Schlafes Bruder. 2013 trat er bei den Horváth-Tagen in Murnau in einer Bühnenfassung des Romans Der ewige Spießer als Graf Blanquez auf; Regie führte Georg Büttel. 2014 übernahm er beim Garmischer Kultursommer die Rollen Bräuknecht Fassl/Maler Flartz im Lumpazivagabundus; Regie führte ebenfalls Georg Büttel. 2014 spielte er bei den Opernfestspielen auf Gut Immling den Straßenkehrer Beppo in einer Bühnenfassung von Momo. Im Oktober 2014 spielte er beim Geretsrieder Kulturherbst die Rolle des Vaters Erwin in dem Theaterstück Flucht des Geretsrieder Autors Günter Wagner, die musik komponierte Konstantin Wecker.
Kreß trat außerdem als Kabarettist in verschiedenen Kabarettprogrammen auf, u. a. mit „Radikal Alt“ (Tournee; 2010) und in seinem Solo-Kabarett „G'schafft“ (2015–2017) Regie: Georg Büttel.
Neben seinen Theaterverpflichtungen arbeitete Kreß immer wieder, meist als Nebendarsteller, auch für Film und Fernsehen. Häufig wurde er dabei in Serien mit süddeutschem, oberbayerischen oder österreichischem Hintergrund eingesetzt. Er hatte Episodenrollen u. a. in den Fernsehserien und Fernsehreihen Der Bulle von Tölz (2000), Vater wider Willen (2002), Vier Frauen und ein Todesfall (2010), München 7 (2012; als Lieferant und Obsthändler Quirin Huber), Mord in bester Gesellschaft, Die Familiendetektivin (2014), SOKO 5113 (2014) und Heiter bis tödlich: Hubert und Staller (2015; als Bezirkskaminkehrer Bruno Merkling).
In der ARD-Fernsehreihe Mord in bester Gesellschaft war er, an der Seite von Fritz Wepper, ab 2015 mehrfach als Ermittler Meier zu sehen. Im September 2015 war er in der ZDF-Fernsehserie Die Rosenheim-Cops in einer Episodenhauptrolle zu sehen; er spielte den unter Tatverdacht stehenden Handwerker und Rollladenbauer Siegmund Reuter. In der ZDF-Fernsehreihe Lena Lorenz ist er seit 2016 in mehreren Filmen der Reihe in einer Nebenrolle zu sehen; er spielt den Dorfbewohner Toni Polloch. Eine weitere Episodenrolle hatte er in der ZDF-Serie Der Alte (2017; als JVA-Beamter Carstens). Im Februar 2018 wurde auf arte erstmals das Drama Gefangen – Der Fall K. (Regie: Hans Steinbichler) ausgestrahlt, das den Justizskandal um Gustl Mollath behandelt, den Jan Josef Liefers als Wastl Kronach darstellt. Kreß spielte seinen Psychiatrie-Pfleger Graf.
Kreß lebt in Bernau am Chiemsee; zu seinen Hobbys gehört Bergsteigen.

## Filmografie (Auswahl)
- 1996: Chiemgauer Volkstheater: Die bayerische Miss Marple (Theateraufzeichnung)
- 1998: Der Bulle von Tölz: Tod am Rosenmontag
- 2000: Der Bulle von Tölz: Treibjagd
- 2002: Vater wider Willen (Fernsehserie; Folge: Die singende Hausfrau)
- 2003: Großglocknerliebe (Kinofilm)
- 2004–2007: Chiemgauer Volkstheater (Theateraufzeichnungen diverser Stücke)
- 2007: Gipfelsturm (Fernsehfilm)
- 2010: Der Kaiser von Schexing
- 2010: Vier Frauen und ein Todesfall (Fernsehserie)
- 2011: Herzflimmern – Die Klinik am See (Fernsehserie)
- 2012: München 7 (Fernsehserie)
- 2013: Mord in bester Gesellschaft: In Teufels Küche (Fernsehreihe)
- 2014: Wir, die Geiseln der SS (Kinofilm)
- 2014: Die Familiendetektivin (Fernsehserie; Folge: Liebeslied)
- 2014: Hinterdupfing (Kinofilm)
- 2014: SOKO 5113 (Fernsehserie; Folge: Die letzten Dinge)
- 2015: Mord in bester Gesellschaft: Die Täuschung (Fernsehreihe)
- 2015: Heiter bis tödlich: Hubert und Staller (Fernsehserie; Folge: Dicke Luft)
- 2015: Die Rosenheim-Cops (Fernsehserie; Folge: Der letzte Pfusch)
- 2015: Einer für alle, alle im Eimer (Fernsehfilm)
- 2015: Mord in bester Gesellschaft: Bitteres Erbe (Fernsehreihe)
- 2016: Lena Lorenz – Spurlos verschwunden (Fernsehreihe)
- 2016: Lena Lorenz – Von weit her (Fernsehreihe)
- 2016: Lena Lorenz – Ein Fall von Liebe (Fernsehreihe)
- 2016: Die Chefin (Fernsehserie; Folge: Geiselnahme)
- 2016: Eine unerhörte Frau (Kinofilm)
- 2017: Der Alte (Fernsehserie; Folge: 3 Jahre lebenslänglich)
- 2017: Mord in bester Gesellschaft: Winters letzter Fall (Fernsehreihe)
- 2017: Unter Verdacht: Verlorene Sicherheit (Fernsehreihe)
- 2017: Grießnockerlaffäre (Kinofilm)
- 2017: Austreten (Kinofilm)
- 2018: SOKO München (Fernsehserie; Folge: Tödliche Verführung)
- 2018: Gefangen – Der Fall K. (Fernsehfilm)
- 2018: Bier Royal (Fernsehfilm)
- 2018: Ballon (Kinofilm)
- 2018: Lena Lorenz – Mutter für drei Tage (Fernsehreihe)
- 2018: Lena Lorenz – Zwei Väter (Fernsehreihe)
- 2019: Die Rosenheim-Cops – Beim dritten „Om“ bist du tot (Fernsehserie)
- 2019: Marie fängt Feuer – Lügen und Geheimnisse (Fernsehreihe)
- 2019: Mein Ende. Dein Anfang.
- 2019: Hubert ohne Staller – Bauernregel (Fernsehserie)
- 2020: München Laim – Laim und der letzte Schuldige (Fernsehreihe)
- 2021: Lena Lorenz – Eltern für mein Kind (Fernsehreihe)
- 2022: Wer gräbt den Bestatter ein? (Kinofilm)
- 2022: Die Rosenheim-Cops – Der entführte Bulle (Fernsehserie)
- 2022: Lena Lorenz – Perfekte Familie (Fernsehreihe)
- 2023: Lena Lorenz – Gegen den Schmerz (Fernsehreihe)
- 2024: SOKO Donau: In der Falle (Fernsehserie)
- 2024: Daheim in den Bergen – Schulter an Schulter (Fernsehreihe)
- 2025: Watzmann ermittelt: Sodom und Gomorrha (Fernsehserie)